# Belgrader Bierfestival
Das Belgrader Bierfest (auf Serbisch: Београдски фестивал пива, Beogradski festival piva) ist ein jährliches Bierfestival in Belgrad, Serbien. Es wurde 2003 ins Leben gerufen und findet jedes Jahr im August über fünf Tage statt. Das Festival dient als Ausstellungsevent für verschiedene Bierproduzenten. Neben nationalen und internationalen Biersorten bietet das Festival jeden Abend Live-Musikauftritte.
Am 31. Dezember 2005 ernannte die britische Zeitung The Independent das Belgrade Beer Fest zu „einem der weltweiten Events, die man 2006 besuchen muss“. Es hat schnell an Größe und Popularität zugenommen. 2004 zog es mehr als 75.000 internationale Besucher nach Belgrad, und 2005 wurde es mit 300.000 Teilnehmern das zweitgrößte Festival Serbiens. 2009 empfing es mehr als 650.000 Besucher, und 2010 erreichte das Festival fast 900.000 Menschen.
Im Jahr 2020 fand kein Festival statt. Der Eintritt zum Festival war bis 2023 kostenlos.

## Trivia
Am 19. August 2007, dem letzten Tag des Belgrade Beer Festes im Bereich der Festung Kalemegdan, wurde der leblose Körper eines 22-jährigen Mannes aus Belgrad in einem Bärenkäfig des Belgrader Zoos gefunden. Es wird angenommen, dass der Mann, möglicherweise unter dem Einfluss von Alkohol oder Drogen, aus einem Restaurant, das einen Blick auf den Bärenkäfig hatte, gefallen sein könnte. In der Folge wurde die Ausgabe des Festivals im Jahr 2008 von der Festung verlegt.